# 야마가타번
야마가타 번(일본어: 山形藩 야마가타한[*])은 일본 에도 시대의 번 가운데 하나로, 데와국 무라야마군의 야마가타성을 거점으로 하였다.

## 번의 역사
야마가타 번은 본래 도자마 다이묘인 모가미씨가 다스리고 있었으나, 모가미 가문이 영지를 몰수당한 뒤, 이곳은 막부 요직에서 실각한 인물들의 좌천지와 같은 곳이 되어, 신판 다이묘, 후다이 다이묘 영주 가문들이 빈번히 교체되었다.
야마가타 번의 초대 번주는 모가미 요시아키로, 세키가하라 전투 때 도쿠가와 편에 가담했던 요시아키는 오키타마 군을 제외한 오늘날의 야마가타현 전역과 아키타현 일부를 지배하여, 57만 석 영지의 다이묘가 되었다. 하지만 겐나 8년(1622년), 3대 번주 모가미 요시토시 대에 모가미 소동이라는 가문 내 분쟁이 발생하여 결국 모가미 가문은 오모리 번 1만 석 영지로 삭감 전봉되었다. 같은 해 도리이 다다마사가 22만 석으로 야마가타의 새로운 영주가 되었다. 2대 번주 도리이 다다쓰네가 간에이 13년(1636년)에 후사 없이 사망하면서 영지는 몰수되었고, 그 해 다카토 번주 호시나 마사유키가 20만 석 영주로 야마가타 번으로 옮겨왔다. 하지만 마사유키도 7년 뒤 23만 석으로 가봉된 뒤 아이즈번으로 옮겨갔고, 이듬해 마쓰다이라 나오모토가 오노 번으로부터 15만 석으로 입봉했다. 나오모토는 다시 게이안 원년(1648년)에 히메지번으로 전봉되었다. 같은 해에 오쿠다이라 마쓰다이라가가 입봉하여, 간분 8년(1668년)에 우쓰노미야 번으로 옮겨갔고, 우쓰노미야에서 오쿠다이라씨가 이 곳으로 옮겨와, 조쿄 2년(1685년) 다시 우쓰노미야로 돌아갔다.
그 해 다이로 홋타 마사토시의 암살 사건으로 인해 고가 번주 홋타 마사나카가 야마가타 번으로 좌천되었다가, 1년 정도 있은 뒤 후쿠시마번으로 전봉되었다. 이어서 마쓰다이라 나오노리가 입봉하였지만, 역시 겐로쿠 5년(1692년)에는 시라카와번으로 옮겨갔다. 대신 시라카와 번에 있던 오쿠다이라 마쓰다이라 가문이 가신들의 분쟁으로 인해 좌천되어 야마가타로 돌아왔다가, 겐로쿠 13년(1700년)에 후쿠야마 번으로 전봉되었다. 이어서 후쿠시마 번에 있던 홋타 가문이 다시 돌아와 46년간 통치하다가 엔쿄 3년(1746년)에 사쿠라번으로 옮겨갔다. 이때 야마가타 지역의 가시와쿠라 4만 석 영지는 사쿠라 번의 원격 영지로 남았다. 홋타 가문 다음에는 오규 마쓰다이라 가문이 들어왔다가 메이와 원년(1764년)에 니시오 번으로 전봉되었다.
이후 3년간 막부 직할령으로 남아있다가, 메이와 4년(1767년), 아키모토씨가 입봉하여 78년간 이곳을 통치하였다. 아키모토 가문은 고카 2년(1845년)에 다테바야시번으로 옮겨갔고, 이때 우루시야마 4만 6천 석 영지가 다테바야시 번의 소유가 되었다. 그 해에 하마마쓰번에서 미즈노씨가 들어왔는데, 이는 덴포 개혁에 실패한 미즈노 다다쿠니가 실각하면서 그 아들 미즈노 다다키요가 좌천되어 들어온 것이었다. 보신 전쟁이 발발하자 야마가타 번은 요네자와번, 센다이번과 함께 오우에쓰 열번동맹에 참가하나, 동맹의 주요 번들이 항복하는 가운데 야마가타 번도 게이오 4년(1868년) 9월에 신정부군에 항복했다. 메이지 3년(1870년), 미즈노 가문은 아사히야마 번 5만 석 영지로 전봉되었고, 야마가타 번은 폐지되어 메이지 정부 직할령이 되었다.

## 역대 번주
모가미 가문
1. 모가미 요시아키(最上義光) 재위 1600년 ~ 1614년
2. 모가미 이에치카(最上家親) 재위 1614년 ~ 1617년
3. 모가미 요시토시(最上義俊) 재위 1617년 ~ 1622년

도리이 가문
1. 도리이 다다마사(鳥居忠政) 재위 1622년 ~ 1628년
2. 도리이 다다쓰네(鳥居忠恒) 재위 1628년 ~ 1636년

호시나 가문
- 호시나 마사유키(保科正之) 재위 1636년 ~ 1643년

에치젠 마쓰다이라 가문
- 마쓰다이라 나오모토(松平直基) 재위 1643년 ~ 1648년

오쿠다이라 마쓰다이라 가문
- 마쓰다이라 다다히로(松平忠弘) 재위 1648년 ~ 1668년

오쿠다이라 가문
1. 오쿠다이라 마사요시(奥平昌能) 재위 1668년 ~ 1672년
2. 오쿠다이라 마사아키라(奥平昌章) 재위 1672년 ~ 1685년

홋타 가문
- 홋타 마사나카(堀田正仲) 재위 1685년 ~ 1686년

에치젠 마쓰다이라 가문(재봉)
- 마쓰다이라 나오노리(松平直矩) 재위 1686년 ~ 1692년

오쿠다이라 마쓰다이라 가문(재봉)
1. 마쓰다이라 다다히로(松平忠弘) 재위 1692년
2. 마쓰다이라 다다마사(松平忠雅) 재위 1692년 ~ 1700년

홋타 가문(재봉)
1. 홋타 마사토라(堀田正虎) 재위 1700년 ~ 1729년
2. 홋타 마사하루(堀田正春) 재위 1729년 ~ 1731년
3. 홋타 마사스케(堀田正亮) 재위 1731년 ~ 1746년

오규 마쓰다이라 가문
- 마쓰다이라 노리스케(松平乗祐) 재위 1746년 ~ 1764년

아키모토 가문
1. 아키모토 스케토모(秋元凉朝) 재위 1767년 ~ 1768년
2. 아키모토 쓰네토모(秋元永朝) 재위 1768년 ~ 1810년
3. 아키모토 히사토모(秋元久朝) 재위 1810년 ~ 1839년
4. 아키모토 유키토모(秋元志朝) 재위 1839년 ~ 1845년

미즈노 가문
1. 미즈노 다다키요(水野忠精) 재위 1845년 ~ 1866년
2. 미즈노 다다히로(水野忠弘) 재위 1866년 ~ 1870년